# Rombies-et-Marchipont
Rombies-et-Marchipont är en kommun i departementet Nord i regionen Hauts-de-France i norra Frankrike. Kommunen ligger i kantonen Valenciennes-Est som tillhör arrondissementet Valenciennes. År 2022 hade Rombies-et-Marchipont 745 invånare.

## Befolkningsutveckling
Antalet invånare i kommunen Rombies-et-Marchipont
| Referens: INSEE |